# Lebadea
Lebadea o Lebadeia (dal greco antico in greco antico: Λεβάδεια?, Lebádeia) è stata una polis della Beozia poco a sud-ovest di Cheronea ed Orcomeno (Pausania, IX, 39-40, che la descrive come la città più florida della Beozia).
Il territorio era famoso per la presenza di un santuario di Trofonio, di uno in onore di Zeus nominato Basileus (identificabile con uno scoperto a metà del XX secolo), di uno in onore di Cibele (anche questo probabilmente identificato e risalente al IV secolo a.C.) e di un oracolo, ricordato già da Erodoto (I, 46), che Paolo Emilio consultò nel II secolo a.C. (Livio, XLV, 27, 8) e che era ancora funzionante nel III secolo d.C., come scrive in quest'epoca Tertulliano (De anima, 46). Molto importante nella città era il culto della dea Magna Mater. Alcune iscrizioni attestano inoltre il culto di Zeus Meilìchios. Nei pressi di Lebadea, come scrisse Pausania (IX, 39), era presente la statua di Crono e la tomba di Arcesilao.
Nella sua storia Lebadea, da polis greca, venne prima saccheggiata dai generali di Mitridate (Plutarco, Lisandro, 28), dopo si schierò a favore dei Romani nella guerra contro Perseo come scritto da Polibio (XXVII, 7).